# (31534) 1999 CE149
1999 CE149 (asteroide 31534) é um asteroide da cintura principal. Possui uma excentricidade de 0.10321120 e uma inclinação de 1.35044º.
Este asteroide foi descoberto no dia 13 de fevereiro de 1999 por Spacewatch em Kitt Peak.